# Truth (Lied)
Truth (engl. für Wahrheit) ist ein Lied des aserbaidschanischen Sängers Chingiz und der Wettbewerbsbeitrag des Landes zum Eurovision Song Contest 2019 in Tel Aviv in Israel. Der Song wurde im zweiten Halbfinale am 16. Mai 2019 als letzter Beitrag gesungen und konnte sich für das Finale qualifizieren, wo er mit 302 Punkten den achten Platz erreichte.

## Musik und Text
Es handelt sich bei Truth um einen Radiopopsong. Der Refrain wurde mit Homemade Dynamite von Lorde verglichen. Songwriter Boris Milanov bezeichnete ihn als „authentische Mischung aus westlichen und aserbaidschanischen Musikstilen“. Milanov zeigte sich begeistert über Chingiz’ Interpretation. Im Songtext geht es um die Phasen der Trennung in einer unehrlichen und vergifteten Beziehung, bei der ein Partner den anderen betrügt – womit der Betrogene leben oder sich von den falschen Illusionen verabschieden muss. Im Songtext heißt es: „Drink till I forget / She’s on to the next / And when the ghost starts screaming / Right when they resonate / Hear my heart confess“.

## Hintergrund
Der Song wurde von Boris Milanov, Trey Campbell, Bo J, Pablo Dinero, Hostess und Chingiz geschrieben. Er war Aserbaidschans Beitrag zum Eurovision Song Contest 2019, nachdem Chingiz intern vom aserbaidschanischen Staatsfernsehen ausgewählt wurde. Im Musikvideo wird der Sänger unter anderem unter Wasser schwimmend gezeigt. Chingiz bedeutet auch Meer oder Ozean.

## Veröffentlichung und Rezeption
Am 8. März 2019 wurde der Song der Öffentlichkeit vorgestellt und erschien auch als Single. Laut.de nannte den Song „eine ziemlich dröge Radiopopnummer“. „Obwohl handwerklich sauber und hitorientiert, will der Funke überhaupt nicht überspringen.“ Für die ARD ist Truth „ein moderner, zeitgemäßer Popsong, der bei jedem Radiosender laufen könnte.“ Von den Buchmachern wurde der Song zu den Favoriten gezählt.

## Eurovision Song Contest
Bei der Auslosung der Halbfinale wurde Aserbaidschan in das zweite Halbfinale am 16. Mai 2019 gelost; Chingiz führte Truth an 18. und letzter Stelle auf und erreichte Platz fünf mit 224 Punkten. Im Finale trat er dann an 20. Stelle auf und erreichte Platz sieben mit 297 Punkten. Nach der Korrektur der Punktzahlen drei Tage später rutschte er auf Platz 8. Seine Punktzahl wurde auf 302 korrigiert.

## Kommerzieller Erfolg
| ChartsChartplatzierungen | Höchstplatzierung | Wochen |
| ------------------------ | ----------------- | ------ |
| Schweiz (IFPI)           | 43 (1 Wo.)        | 1      |